# 岩田智輝
岩田智輝（日语：／ Iwata Tomoki，1997年4月7日—），日本足球運動員，日本國家足球隊成員，司職後衛，現時效力英格蘭甲組足球聯賽球隊伯明翰城足球俱樂部。

## 俱樂部生涯
岩田智辉出自大分三神青训，2016年被提拔至一线队，见证了球队从日丙到日职的经歴。在铃木义宜的帮助下，岩田智辉成长迅速，不仅跟随日本国家队参加了2019年美洲杯，也是明年东京奥运会的候补人选。本赛季岩田智辉作为主力中卫参加了30场联赛，全部打满全场，只拿到1张黄牌。
2020年12月25日，横滨水手官方宣布，大分三神主力中卫岩田智辉加盟。
2022年12月31日，横滨水手官方发布消息，球队后卫岩田智辉租借加盟苏超，租借截止日期至2023年6月9日。2023年7月，岩田智辉正式加盟些路迪。

## 個人生活
大分三神发布了日本国脚岩田智辉结婚的喜讯。据球队消息称，岩田智辉在5月25日结婚，但并未透露其妻子的具体信息。

## 榮譽

### 球會
橫濱水手
- 日本甲組職業足球聯賽冠軍 : 2022

些路迪
- 蘇格蘭超級足球聯賽冠軍 : 2022–23
- 蘇格蘭聯賽盃冠軍 : 2022-23[5]
- 蘇格蘭足總盃冠軍 : 2022–23[6]

### 個人
- 日本職業足球聯賽年度最佳球員: 2022[7]

## 外部連結
- 岩田智輝 （页面存档备份，存于） - Transfermarkt（英文）
- Soccerway資料庫：岩田智輝 （英文）
- *日本職業足球聯賽中的岩田智輝 （日語）
- 岩田智輝的X（前Twitter）